# Кубок Болгарії з футболу 2025—2026
Кубок Болгарії з футболу 2025—2026 — 86-й розіграш кубкового футбольного турніру в Болгарії. Вчетверте титул захищає Лудогорець.

## Календар
| Раунд            | Дата | Матчі | Клуби   |
| ---------------- | ---- | ----- | ------- |
| Попередній раунд |      | 16    | 48 → 32 |
| 1/16 фіналу      |      | 16    | 32 → 16 |
| 1/8 фіналу       |      | 8     | 16 → 8  |
| 1/4 фіналу       |      | 4     | 8 → 4   |
| 1/2 фіналу       |      | 4     | 4 → 2   |
| Фінал            |      | 1     | 2 → 1   |